# 窒化ニホニウム
窒化ニホニウム(Nihonium nitride)は、ニホニウムと窒素からなる化学式NhNの化合物である。常温では半導態であると予想されている。